# Straight, No Chaser
Straight, No Chaser ist ein Album von Thelonious Monk. Die Aufnahmen, die in den New Yorker Columbia Studios am 14. und 15. November 1966  und am 10. Januar 1967 entstanden waren, erschienen 1967 als Langspielplatte bei Columbia Records. Das Album wurde 1996 auf CD neu aufgelegt, einschließlich restaurierter Versionen zuvor gekürzter Performances und drei zusätzlicher Tracks.

## Hintergrund
Dies ist das sechste Studioalbum, das von Thelonious Monk unter der Regie von Teo Macero für Columbia aufgenommen wurde und daher nicht mit dem Original-Soundtrack zum gleichnamigen Film von 1988 zu verwechseln ist.  Neben den Titeln in Quartett-Besetzung enthält Straight, No Chaser zwei unbegleitete Klaviersoli: „Between the Devil and the Deep Blue Sea“ (ein Standard von Harold Arlen und Ted Koehler) und „This Is My Story, This Is My Song“. Die Original-LP von 1967 enthielt nur sechs Titel, von denen die Hälfte aufgrund der strengen Zeitbeschränkungen von LPs bearbeitet wurde. Nachfolgende Neuauflagen stellten nicht nur alle zuvor gekürzten Darbietungen wieder her, sondern fügten auch Titel in Triobesetzung hinzu, von denen zwei („#I Didn’t Know About You“: Take 1" und „Green Chimneys“) hier in CD-Form zum ersten Mal herausgegeben wurden.
Monk nahm am 14. November 1966 Duke Ellingtons „I Didn’t Know About You“ auf. Am folgenden Tag entstanden Aufnahmen von Monk neuer Komposition „Green Chimneys“ und der Titel „This Is My Story, This Is My Song“, geschrieben von Fanny Crosby and Phoebe Knapp, außerdem Monks Nummer „Locomotive“. Am 10. Januar 1967 entstand in Quartettbesetzung „Straight No Chaser“, „We See“ and „Kojo No Tsuki“ (zunächst Japanese Folk Song betitelt). Bei dieser Session wurde auch eine Solo-Version von „Between the Devil and the Deep Blue Sea“ eingespielt.

## Titelliste

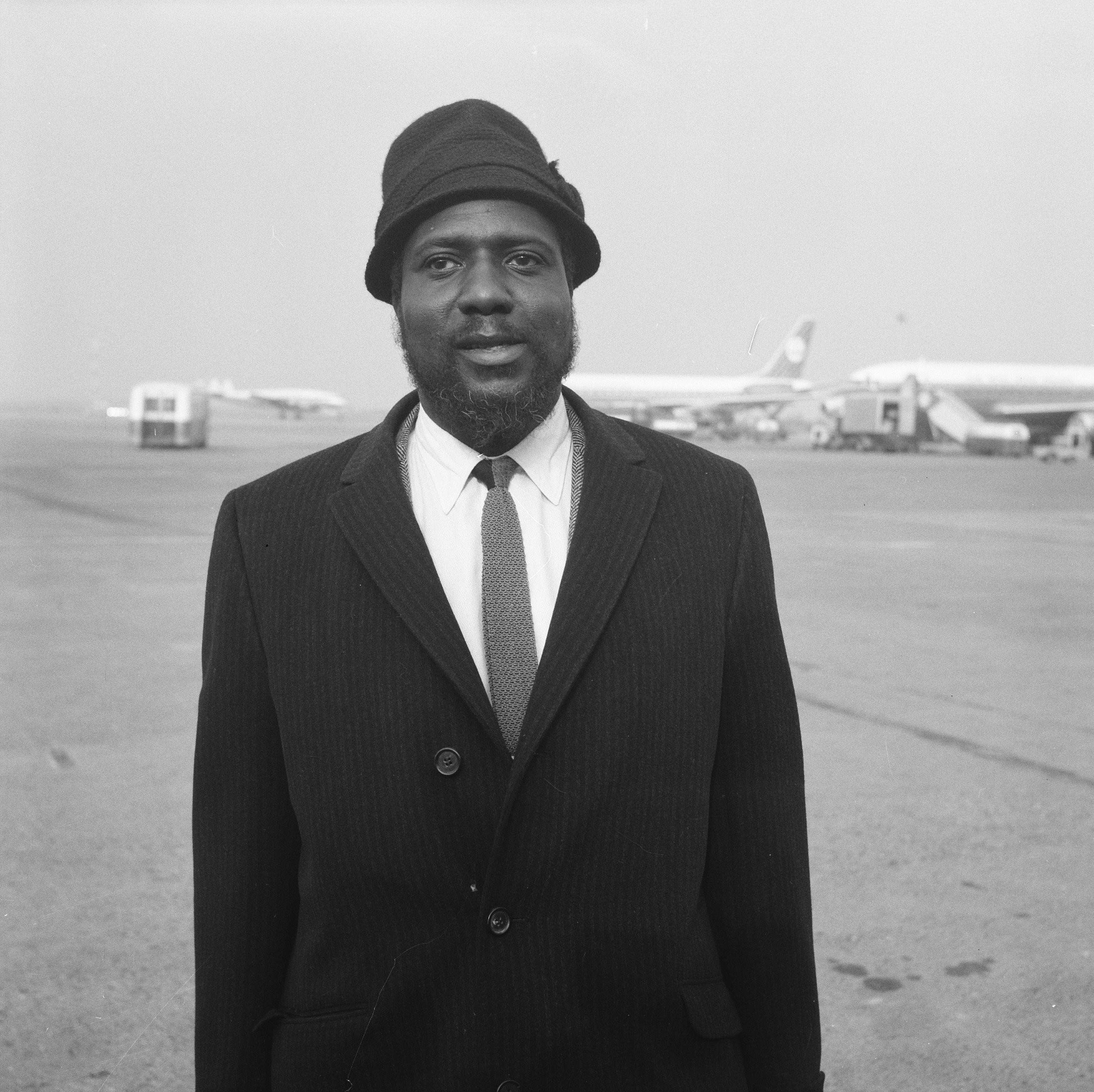
Thelonious Monk vor einem Nachtkonzert im Concertgebouw in Amsterdam. Aufnahme vom 14. Februar 1964

### Original LP
- Monk: Straight, No Chaser (Columbia – CS 9451)[2]

A-Seite
1. Locomotive (Monk) – 6:38
2. I Didn’t Know About You (Ellington) – 6:50
3. Straight, No Chaser (Monk) – 10:31

B-Seite
1. Japanese Folk Song (R. Taki) – 11:03
2. Between the Devil and the Deep Blue Sea (Arlen, Koehler) – 7:34
3. We See (Monk) – 8:48

- Auf der Original-LP wurde das Lied „Kōjō no Tsuki“ von Rentarō Taki fälschlicherweise als „japanisches Volkslied“ unbekannter Herkunft identifiziert. Dies wurde bei Neuausgaben des Albums korrigiert.

### CD-Ausgabe
- Monk: Straight, No Chaser (Columbia – CK 64886, Legacy – 64886[3])

1. Locomotive (Monk) 6:41
2. I Didn’t Know About You – Take 4 (Ellington) 6:52
3. Straight, No Chaser (Monk) 11:29
4. Japanese Folk Song (Kojo No Tsuki) (R. Taki) 16:43
5. Between the Devil and the Deep Blue Sea (Arlen, Koehler) 7:37
6. We See (Monk) 11:38
7. This Is My Story, This Is My Song (F.J. Crosby, J. F. Knapp) 1:42
8. I Didn’t Know About You – Take 1 (Ellington) 6:50
9. Green Chimneys (Monk) 6:35

## Rezeption
Lindsay Planer meinte in Allmusic, „Dies war das letzte Quartett, mit dem Monk im Studio aufnehmen würde. Obwohl diese Einheit alles andere als düster war, behielt sie einen ausgereiften Geschmack bei, der Monks Soli ebenfalls in einen völlig neuen Kontext stellte.“
Nach Ansicht von Thomas Fitterling ist Straight, No Chaser eines der besten Alben, die das Columbia-Label mit Monk produziert hat; es sei nach Jahren „endlich ein sorgfältig produziertes Studioalbum des Monk-Quartetts“ gewesen. „Alle Beteiligten scheinen sich der Bedeutung der Aufnahmen bewußt zu sein und spielen äußerst konzentriert.“